# Francisco Vila

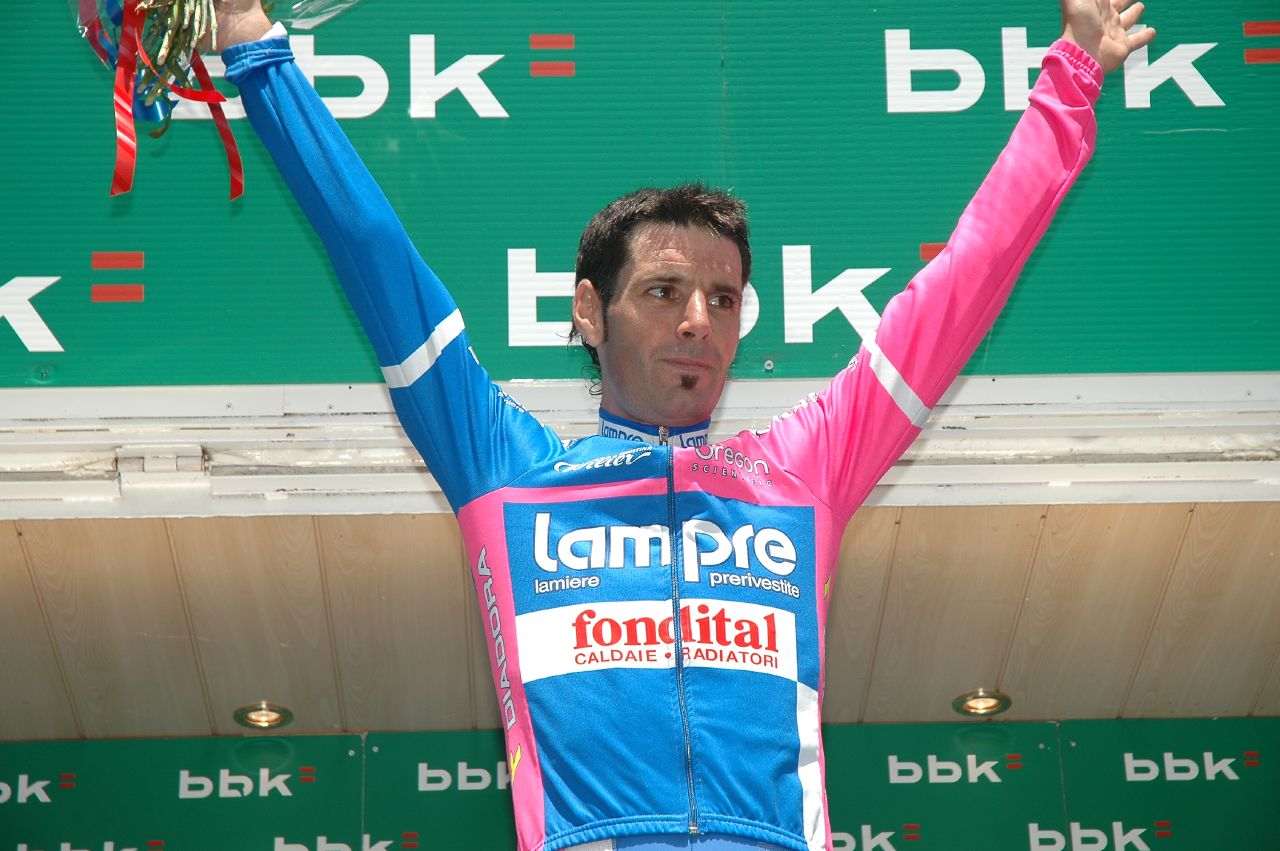
Francisco Vila (2007)

Francisco Javier Vila Errandonea oder baskisch Patxi Vila (* 11. Oktober 1975 in Vera de Bidasoa) ist ein ehemaliger spanischer Radrennfahrer.

## Karriere
Francisco Vila wurde 2001 Radprofi. 2000 gewann er die Gesamtwertung der Vuelta a Zamora. 2006 gewann er die dritte Etappe von Paris-Nizza und  belegte den zweiten Platz der Gesamtwertung.
Nach einer Trainingskontrolle im März 2008 wurde Vila positiv auf Testosteron getestet und bis November 2009 gesperrt.
Ende der Saison 2012 beendete er seine Karriere.

## Erfolge
2006
- eine Etappe Paris–Nizza

### Starts bei großen Rundfahrten
| Grand Tour            | 2003 | 2004 | 2005 | 2006 | 2007 |
| --------------------- | ---- | ---- | ---- | ---- | ---- |
| Giro d’ItaliaGiro     | 44   | 22   | 22   | 10   | 15   |
| Tour de FranceTour    | –    | –    | –    | 21   | 19   |
| Vuelta a EspañaVuelta | 52   | –    | DNF  | –    | –    |

## Teams
- 2001 – iBanesto.com
- 2002 – iBanesto.com
- 2003 – Lampre
- 2004 – Lampre
- 2005 – Lampre-Caffita
- 2006 – Lampre-Fondital
- 2007 – Lampre-Fondital
- 2008 – Lampre
- 2011 – De Rosa-Ceramica Flaminia
- 2012 – Utensilnord Named